# Atelocynus microtis
Atelocynus microtis är ett rovdjur i familjen hunddjur och den enda arten i släktet Atelocynus.

## Utseende
Arten har smal kropp och liknar mer en genett än ett hunddjur. Kroppslängden ligger mellan 72 och 100 cm och yviga svansen är 25 till 35 cm lång. Mankhöjden är ungefär 35 cm och vikten ligger mellan 9 och 10 kg. De runda öronen är bara 3,5 till 5 cm långa och i jämförelse med övriga kroppen kortare än hos andra hunddjur. Pälsen är på ovansidan mörkgrå till svart, på undersidan rödaktig med gråa eller svarta nyanser och på svansen med undantag för ett ljust område helt svart. Allmänt finns stora variationer i pälsfärgen beroende på utbredningsområde och individens ålder. Kindtänderna är bra utvecklade. Tandformeln är I 3/3 C 1/1 P 4/4 M 2/3, alltså 42 tänder. Särskilt hos hannarna finns starkt luktande analkörtlar, men detta blev mera uppmärksammat hos honorna, då vätskans doft hos andra hunddjur av honkön är inte lika påfallande.

## Utbredning
Detta hunddjur förekommer i Amazonområdet, kring floden Orinoco samt vid Paranáfloden. Utbredningsområdet sträcker sig över Brasilien, Peru, Ecuador, Colombia och möjligtvis även Venezuela.

## Ekologi
Djurets habitat är tropiska skogar upp till 2 000 meter över havet. I motsats till skogshunden som förekommer i samma område jagar detta djur ensamt eller i par. Byten utgörs huvudsakligen av fiskar, insekter samt små och medelstora gnagare. I viss mån äter den även kött av andra djur som groddjur och fåglar samt frukter. Atelocynus microtis jagar främst på dagen men kan även vara aktiv under natten. Den vistas vanligen på marken och har bra simförmåga.
Angående artens sociala beteende är inte mycket känt. De flesta vuxna individer hittades ensam. På grund av iakttagelser av ungdjur under våren och hösten anats att födelser sker under årets torra perioder. Ungarna föds i underjordiska bon som troligen övertas från andra däggdjur.
Arten jagas troligen av större rovdjur som lever i samma region som ocelot, jaguar och puma. Ibland skjutas individer när de hämtar höns från en gård. Livslängden i naturen är okänt och den äldsta individen i fångenskap blev 11 år gammal.

## Bestånd och bevarandestatus
För arten finns inga bekräftade beräkningar av beståndets storlek. Atelocynus microtis är allmänt sällsynt i hela sitt utbredningsområde. IUCN uppskattade 2011 att hela beståndet minskade något under de senaste tre generationer (12 år) trots att den i vissa regioner har återtagit revir där arten tidvis var försvunnen. Det största hotet är habitatförstörelsen. Därför listas arten som nära hotad (NT).